# Georg Bier
Georg Bier (* 2. Juni 1959 in Düsseldorf) ist ein deutscher römisch-katholischer Theologe und Kirchenrechtler. Er war Professor für Kirchenrecht an der Universität Freiburg.

## Leben
Bier studierte von 1979 bis 1985 katholische Theologie und Mathematik an der Universität Bonn und schloss dies mit dem Ersten Staatsexamen für das Lehramt der Sekundarstufen II/I ab. 1990 erfolgte die Promotion zum Dr. theol. mit einer Dissertation zum Thema „Psychosexuelle Abweichungen und Ehenichtigkeit“ (Betreuer: Hubert Müller). Er war auch als Pastoralreferent (1991) im Bistum Osnabrück, gleichzeitig Untersuchungsrichter und Ehebandverteidiger (1992) am bischöflichen Offizialat Osnabrück tätig, bis er nach einem Aufbaustudium 1994 das „Lizentiat im Kanonischen Recht“ an der Universität Münster mit einer Dissertation zum Thema „Probleme der Anwendung des dolus in der Rechtsprechung“ (Betreuer: Klaus Lüdicke) erwarb.
Von 1993 bis 2004 war Georg Bier Diözesanrichter am Bischöflichen Offizialat Limburg. 2001 erfolgte die Habilitation für das Fach Kirchenrecht an der katholisch-theologischen Fakultät der Universität Bonn mit der Arbeit „Die Rechtsstellung des Diözesanbischofs nach dem Codex Iuris Canonici von 1983“ (Betreuer: Norbert Lüdecke).
Nach Lehraufträgen in Frankfurt und Gießen wurde er 2004 als Nachfolger von Hartmut Zapp Ordinarius für Kirchenrecht und kirchliche Rechtsgeschichte an der theologischen Fakultät der Universität Freiburg, wo er von 2006 bis 2014 auch Studiendekan war.
2008 erhielt Bier den Universitätslehrpreis der Universität Freiburg. Seit dem 1. Oktober 2024 ist er im Ruhestand.
Georg Bier ist verheiratet und hat drei Kinder.

## Veröffentlichungen (Auswahl)
- Psychosexuelle Abweichungen und Ehenichtigkeit. Eine kirchenrechtliche Untersuchung zur Rechtsprechung der Rota Romana und zur Rechtslage nach dem Codex Iuris Canonici von 1983 im Horizont der zeitgenössischen Sexualwissenschaft (= Forschungen zur Kirchenrechtswissenschaft 9). Echter, Würzburg 1990.
- Die Rechtsstellung des Diözesanbischofs nach dem Codex Iuris Canonici von 1983 (= Forschungen zur Kirchenrechtswissenschaft 32). Echter, Würzburg 2001, ISBN 3-429-02423-4.
- mit Norbert Lüdecke: Das römisch-katholische Kirchenrecht. Eine Einführung. Kohlhammer, Stuttgart 2012, ISBN 978-3-17-021645-7.
- Kommentar zu den cc. 332, 335, 349, 355, 359; 368–430; 469–494, in: Klaus Lüdicke (Hrsg.): Münsterischer Kommentar zum Codex Iuris Canonici, Essen 1984ff (Loseblattwerk).
- Probleme der Anwendung des „dolus“ in der Rechtsprechung, in: DPM 1 (1994), S. 135–201.
- Homosexualität. IV. Rechtlich bzw. kirchenrechtlich, in: Lexikon für Theologie und Kirche, 3. Aufl., Bd. 5, Freiburg 1996, S. 259.
- Wer nicht zahlt, der glaubt auch nicht?, in: Georg Bier (Hrsg.): Der Kirchenaustritt: Rechtliches Problem und pastorale Herausforderung. Herder 2013, ISBN 3451309033, S. 157–170.[2]